# Правило фаз (мінералогія)
Правило фаз (рос. правило фаз минералогическое, англ. mineralogical phase rule; нім. mine-ralogische Phasenregel f) ― 
1. Закономірність утворення та існування мінералів, за якою кількість мінералів, що співіснують у стані стійкої рівноваги, дорівнює числу компонентів системи, до якої вони входять, тобто в системі з N компонентів може існувати N мінералів. (V.M.Goldschmidt, 1911).
2. Максимальне число мінералів у певній системі, яке дорівнює числу компонентів, зменшеному на число рухомих компонентів і число компонентів домішок. (Д. С. Коржинський, 1936).